# Norra Vindö
Norra Vindö – miejscowość (tätort) w Szwecji, w regionie administracyjnym (län) Sztokholm, w gminie Värmdö.
Według danych Szwedzkiego Urzędu Statystycznego liczba ludności wyniosła: 253 (31 grudnia 2015), 255 (31 grudnia 2018) i 248 (31 grudnia 2019).